# پارتیزان‌های حرکت ملی آزادی‌بخش افغانستان
پارتیزان‌های حرکت ملی آزادی‌بخش افغانستان یا جبهۀ نیمروز یک سازمان ناسیونالیستی بلوچ بود که در سال ۱۹۷۸ توسط ژنرال عبدالکریم براهویی(حاجی کریم جان) و گل محمد رحیمی در ولایت نیمروز افغانستان تأسیس شد.
این سازمان یک سازمان چریکی ناسیونالیستی بلوچ‌های افغانستان بود، که از مردم بلوچ در جنوب غرب افغانستان نمایندگی می‌کرد.

## اعضای برجسته
- عبدالکریم براهویی
- گل‌محمد رحیمی (رهبر)
- حاج شیرجان ارباب
- پرویز شهریاری
- محمد قاسم شیرزاد
- دکتر غلام‌حسن شیرزاد
- محمدسرور بریچی
- محمد نعیم بلوچ
- دکتر غلام‌دستگیر آزاد
- محمد سرور ثبات
- عبدالغفور زوری
- عبدالقدوس زوری
- عبدالخالق زوری
- معلم محمداسلم ناروئی
- عبدالخالق کریمی (براهویی)
- محمدقاسم خدری
- محمدملنگ رسولی
- جمعه‌خان فدایی
- نورالدین نهتانی
- آقامحمد فضلی
- حبیب الله اسد
- معلم محمدعلی رخشانی

## جستار های وابسته
- ولایت نیمروز
- ژنرال عبدالکریم براهویی
- ارتش آزادی بخش بلوچستان
- بلوچستان